# ルチャーノ・マイアーニ
ルチャーノ・マイアーニ （Luciano Maiani 、1941年7月16日 - ）は、イタリアの物理学者である。素粒子物理学の分野でシェルドン・グラショー、ジョン・イリオポロスらとGIM機構（Glashow-Ilipoulos-Maiani mechanism）を提案した。後にCERN（欧州原子核研究機構）の所長を務めた。

## 人物
ローマに生まれ、ローマ大学で学んだ後、フィレンツェ大学、ハーバード大学で研究した。1970年GIM機構を提案した。1984年からローマ大学の理論物理学教授、1993年から イタリア国立核物理研究所(INFN)の所長となった。1993年から1997年までヨーロッパ素粒子物理学研究所の所長を務めた。
GIMメカニズムは当時混沌としていた素粒子の理論にチャームクォークの存在を導入したものである。

## 受賞歴
- 1979年 - マテウチ・メダル
- 1987年 - J・J・サクライ賞
- 2007年 - ICTPのディラック・メダル
- 2011年 - 高エネルギー・素粒子物理学賞
- 2013年 - ブルーノ・ポンテコルボ賞
- 2022年 - ポメランチュク賞